# Eugenio Pizarro
Eugenio Pizarro Poblete (San Antonio, 7 de noviembre de 1938) es un sacerdote católico chileno. Es principalmente conocido por su candidatura en la elección presidencial de 1993. Actualmente ejerce su ministerio en la comuna de Puente Alto.

## Vida religiosa
Ingresó a los 13 años al Seminario Pontificio de Santiago. En 1962 fue ordenado sacerdote por el cardenal Raúl Silva Henríquez.
En 2012 celebró sus 50 años de sacerdocio, ceremonia a la que asistió el arzobispo de Santiago Ricardo Ezzati.

## Candidatura presidencial
El 18 de enero de 1993, el Movimiento de Izquierda Democrática Allendista —que agrupaba al Partido Comunista de Chile, el Movimiento de Acción Popular Unitaria (MAPU), el Comando Ecuménico por los pobres y a otros movimientos de la izquierda extraparlamentaria— realizó la «Asamblea del Pueblo», acto en donde Pizarro en representación del Comando Ecuménico por los pobres, fue nominado como candidato a Presidente de Chile para la elección de ese año. Días más tarde, su sacerdocio fue suspendido temporalmente por el cardenal Carlos Oviedo Cavada.
En la elección del 11 de diciembre de 1993 obtuvo 327 402 votos (4,70 %) de un total de 6 968 950, resultando vencedor Eduardo Frei Ruiz-Tagle del Partido Demócrata Cristiano. En 1994, el cardenal Oviedo Cavada levantó la medida de suspensión de su sacerdocio, y nunca más volvió a participar activamente en política.

## Historial electoral

### Elecciones presidenciales de 1993
- Elecciones presidenciales de 1993[6]

| Candidato               | Pacto                                      | Partido       | Votos     | %     | Resultado  |
| ----------------------- | ------------------------------------------ | ------------- | --------- | ----- | ---------- |
| Eduardo Frei Ruiz-Tagle | Concertación de Partidos por la Democracia | PDC           | 4 040 497 | 57,98 | Presidente |
| Arturo Alessandri Besa  | Unión por el Progreso de Chile             | Independiente | 1 701 324 | 24,41 |            |
| José Piñera Echenique   | Independiente                              | Independiente | 430 950   | 6,18  |            |
| Manfred Max Neef        | Independiente                              | ECO           | 387 102   | 5,55  |            |
| Eugenio Pizarro Poblete | Alternativa Democrática de Izquierda       | Independiente | 327 402   | 4,70  |            |
| Cristián Reitze Campos  | La Nueva Izquierda                         | AHV           | 81 675    | 1,17  |            |